# Thérapie vocale
La thérapie vocale est une marque déposée par le musicothérapeute Philippe Barraqué le 20 juillet 2006 (INPI - 063441992). Il s'agit d'un ensemble de techniques à médiation artistique qui consiste à chanter afin de soulager la douleur psychologique et physiologique. Cette méthode est issue de l'art-thérapie.

## Historique
Les techniques dérivées de l'art-thérapie datent de la fin du XIXe siècle.

## Technique
Selon ses promoteurs, la thérapie vocale renouerait avec des traditions ancestrales de guérison par les sons qui permettraient, par l'usage approprié des vibrations de la voix, de détecter et de traiter certains troubles psychosomatiques ou problèmes de communication et contribuerait à la restauration de l'équilibre et à une meilleure connaissance de soi.
La thérapie vocale est présentée comme une technique simple à mettre en pratique, accessible à tous sans aucune connaissance musicale. C'est une technique psycho-corporelle qui s'intègrerait à celles de la musicothérapie active utilisant le support de la voix et des instruments de musique.

## Effets annoncés

### Psychologique
Les effets des sons harmoniques de la voix seraient particulièrement efficaces. Les chants des moines tibétains ont des sons graves et des sons flûtés qui dominent au-dessus. Ces derniers sont des fréquences harmoniques. Celles-ci auraient la capacité à stimuler le cerveau (épiphyse) et à produire des états modifiés de conscience favorisant la relaxation (ondes alpha).

## Théorie
Selon cette théorie, la voix, en induisant des états émotionnels, pourrait révéler une dysharmonie, une tension, un signal d’appel du corps qui n'aurait pas été pris en compte. La voix manifesterait par ses inflexions les joies et les faiblesses, et par ses silences ce qui n’a pas su s’exprimer (colère rentrée, blessures de la vie, non-dits).
D'après les promoteurs de la thérapie, le chant précède le langage structuré, accompagne le babil, les gazouillis du nouveau-né. Depuis la prime enfance, il exprime les états d’âme et libère les émotions. Il délivre du poids des mots, les transforme en sons plus signifiants, plus directs. Les psychologues ont de plus en plus recours à la thérapie vocale pour que leurs patients puissent exprimer plus aisément par la voix des conflits intérieurs sur lesquels il est difficile de mettre des mots.
Selon les tenants de cette théorie, le corps peut être stimulé par la voix parce que les vibrations des cordes vocales se propagent, notamment par la voie osseuse. Toutes les parties du corps pourraient ainsi bénéficier des sons de la voix parce qu'ils sont perçus non seulement par l'oreille mais aussi par un réseau complexe de cellules, de nerfs, de plexus, de glandes qui enregistrent des informations qui sont stockées dans le cerveau, et ce dès la vie intra-utérine.